# Belciana prasina
Belciana prasina är en fjärilsart som beskrevs av Swinhoe 1903. Belciana prasina ingår i släktet Belciana och familjen nattflyn. Inga underarter finns listade i Catalogue of Life.